# Raoul Trujillo
Pour les articles homonymes, voir Trujillo.
Raoul Trujillo, aussi sous le patronyme de Raoul Max Trujillo, né le 8 mai 1955 au Nouveau-Mexique aux États-Unis, est un acteur et danseur américain apache, ancien danseur soliste et chorégraphe au sein de l'Alwin Nikolais Dance Theatre et directeur de l'American Indian Dance Theatre.
Il est notamment connu pour son rôle de Zero Wolf dans Apocalypto de Mel Gibson, dans les films Cowboys et Envahisseurs et Neverland.

## Filmographie
Sauf indication contraire, les informations mentionnées dans cette section peuvent être confirmées par la base de données cinématographiques IMDb,  présente dans la section « Liens externes ».

### Cinéma
- 1990 : Divided Loyalties de Mario Azzopardi
- 1991 : Scanners II : La Nouvelle Génération de Christian Duguay : Peter Drak
- 1991 : The Adjuster d'Atom Egoyan : Matthew
- 1991 : Robe noire de Bruce Beresford : Kiotseaton
- 1991 : La vengeance du loup (en) de Ryszard Bugajski : Eugene
- 1991 : White Light d'Al Waxman : Hatchet
- 1991 : Montréal vu par… (segment Vue d'ailleurs, de Denys Arcand) : Homme passion
- 1992 : L'automne sauvage de Gabriel Pelletier : Regis Santerre
- 1992 : Le maître d'arme de Michael Kennedy (en) : Jojo
- 1992 : Agaguk de Jacques Dorfmann et Pierre Magny : Big Tooth
- 1993 : Paris, France (en) de Jerry Ciccoritti (en tant que Gerard Ciccoritti) : Minter
- 1994 : Highlander 3 d'Andy Morahan : un guerrier
- 1997 : Song of Hiawatha de Jeffrey Shore : Pau-Puk-Keewis
- 1998 : Horton, drôle de sorcier de Harry Bromley Davenport : Horton
- 2004 : Le Papillon bleu de Léa Pool : Alejo
- 2005 : Blood Trail de Barry Tubb (en) : Bloody Hands Spirit
- 2005 : Le Nouveau Monde de Terrence Malick : Tomocomo
- 2006 : Apocalypto de Mel Gibson : Zero Wolf
- 2007 : The Lives of Angels de Stephen Jules Rubin : Castro
- 2010 : Love Ranch de Taylor Hackford : Hernan Prado
- 2011 : Cowboys et Envahisseurs de Jon Favreau : Indian Black Knife
- 2013 : Blaze You Out de Mateo Frazier (en) et Diego Joaquin Lopez : Brujo
- 2013 : Riddick de David Twohy : Lockspur
- 2014 : Persecuted (en) de Daniel Lusko : Mr Gray
- 2015 : Sicario de Denis Villeneuve : Rafael
- 2016 : 13 Steps de Ivan Godoy Priske et Michelle Godoy Priske : Tero
- 2016 : Blood Father de Jean-François Richet : le tueur tatoué
- 2017 : Windcatcher: The Story of Sacajawea de Kaaren F. Ochoa : White Eagle
- 2017 : Hochelaga, terre des âmes : le prophete
- 2019 : Sang froid (Cold Pursuit) de Hans Petter Moland : Giles « Thorpe » Wills
- 2021 : America : Le Film (America: The Motion Picture) de Matt Thompson : Geronimo (voix)
- 2023 : Blue Beetle d'Angel Manuel Soto : lieutenant Carapax

### Courts-métrages
- 2008 : Ancestor Eyes de Kalani Queypo : Charlie
- 2008 : Spinners de Joseph von Stern : Alfonso

### Télévision
- 1990 : Rintintin junior (saison 3, épisode 8)
- 1990 : E.N.G. : Lucas Green (saison 2, épisode 11)
- 1990 : Force de frappe : Rojo (saison 1, épisode 2)
- 1990 : Le Voyageur : James (saison 6, épisode 2)
- 1990 : Street Legal (en) : Raoul Hidalgo (saison 5, épisode 3)
- 1992 : The Broken Cord de Ken Olin : Emil Bear Heart
- 1993 : Medicine River de Stuart Margolin : Floyd
- 1993 : Les cendres de la gloire (en) d'Atom Egoyan : le petit ami de Diane
- 1993 : Destiny Ridge (en) : Sam Whitehorse
- 1994 : Trial at Fortitude Bay (en) de Vic Sarin : Simon Amituq
- 1995 : Black Fox (en) de Steven Hilliard Stern : Running Dog
- 1995 : Black Fox: The Price of Peace (en) de Steven Hilliard Stern : Running Dog
- 1995 : Le Retour des envahisseurs de Paul Shapiro : Carlos Suarez
- 1996 : JAG : Drug Boss (saison 1, épisode 11)
- 1996 : Lonesome Dove: The Outlaw Years : Gabe LaRoche (saison 1, épisode 14)
- 1996 : Le Rebelle : Ricardo Pena (saison 4, épisode 21)
- 1996 : The Sentinel : Spirit Guide (saison 2, épisode 1)
- 1997 : Sisters and Other Strangers de Roger Young : Jimmy Coyote
- 1997 : Les Dessous de Palm Beach : Ernesto (saison 7, épisode 1)
- 1997 : L'Antre de Frankenstein de Peter Werner : Woody
- 1998 : Witness to Yesterday : Tecumseh (saison 1, épisode 6)
- 1998 : Les Aventures de Sinbad : Korla (saison 2, épisode 21)
- 1999 : War of 1812 de Brian McKenna : Tecumseh
- 1999 : Nikita : Chris Ferreira (saison 3, épisode 1)
- 2000 : Avengers : Namor (voix) (saison 1, épisode 7)
- 2000 : Le Canada : Une histoire populaire (série documentaire) : guerrier iroquois (saison 1, épisode 1)
- 2000 : The Secret Adventures of Jules Verne : l'inquisiteur (saison 1, épisode 18)
- 2001 : Largo Winch : Jacob Santos (saison 1, épisode 2)
- 2001 : MythQuest (en) : Tezcatlipoca (saison 1, épisode 13)
- 2003 : Veritas: The Quest : Ramiro (saison 1, épisode 7)
- 2003 : Freedom: A History of Us de Philip Kunhardt III, Peter Kunhardt (en) et Nancy Steiner : John Allen / Matthew Lyon (voix) (saison 1, épisode 2), Cherokee Spokesperson (voix) (saison 1, épisode 3)
- 2003 : Aventure et Associés : agent Harami (saison 1, épisode 11)
- 2003 : Abus de confiance d'Anne Wheeler : Bill Lebret
- 2004 : Frankenfish de Mark Dippé : Ricardo
- 2005 : Into the West : Red Cloud (saison 1, épisodes 4 à 6)
- 2007 : Deux princesses pour un royaume de Nick Willing : Raw
- 2008 : True Blood : Longshadow (saison 1, épisodes 4 et 7 à 9)
- 2009 : The Unit : Commando d'élite : père Sebastian (saison 4, épisode 13)
- 2009 : US Marshals : Protection de témoins : Felix Calderon (saison 2, épisode 11)
- 2009 : Doc West de Giulio Base et Terence Hill : Medicine Man
- 2009 : Doc West 2: L'homme à la gâchette de Giulio Base et Terence Hill : Medicine Man
- 2010 : Triassic Attack (en) de Colin Ferguson : Dakota
- 2010 : Edgar Floats de Jace Alexander (en) : Jesus
- 2011 : Les Experts : Manhattan : Odelin Gonzales (saison 7, épisode 19)
- 2011 : Moby Dick de Mike Barker : Queequeg
- 2011 : Neverland de Nick Willing : Holy Man
- 2011-2012 : Heartland : Renard (saison 5, épisodes 1 et 18)
- 2011-2012 : Lost Girl : The Garuda (saison 2, épisodes 13, 20 et 22)
- 2012 : The Firm : (saison 1, épisode 10)
- 2013 : Longmire : Grady Littlefoot (saison 2, épisode 9)
- 2013 : Strike Back : Miguel Gomez (saison 4, épisodes 1 et 2)
- 2013 : Republic of Doyle : Eli Kane (saison 5, épisode 1)
- 2014 : Da Vinci's Demons : Topa Inca Yupanqui (saison 2, épisodes 1 et 5 à 8)
- 2014 : Manhattan : Javier (saison 1, épisode 9)
- 2014 : The Wrong Mans : Carlos Espinosa (saison 2, épisode 1) / Carlos Espinoza (saison 2, épisode 2) / Carlos Esposito (saison 2, épisode 4)
- 2015 : Major Crimes : Javier Mendoza (saison 3, épisode 17)
- 2015 : Banshee : Sani Crow (saison 3, épisode 8)
- 2015 : Salem : le shaman (saison 2, épisodes 1, 2, 11 et 13)
- 2015 : Saints & Strangers (en) de Paul A. Edwards (ru) : Massasoit
- 2016 : Blacklist: Mato (saison 3, épisode 23, saison 4, épisodes 1 et 2)
- 2016 : MacGyver : Joaquin « El Noche » Sancola (saison 1, épisode 7)
- 2016 : Frontier : Machk (saison 1, épisodes 1 à 3)
- 2017 : Jamestown : Opechancanough (saison 1, épisode 3)
- Depuis 2018 : Mayans M.C. : Che « Taza » Romero

## Jeux vidéo
- 1998 : The Journeyman Project 3: Legacy of Time (en) de Presto Studios : Aviator Leader